# Et la femme créa l'amour
Pour plus de détails, voir Fiche technique et Distribution.
Et la femme créa l'amour est un film français réalisé par Fabien Collin, sorti en 1966.

## Fiche technique
- Titre : Et la femme créa l'amour
- Réalisation : Fabien Collin
- Scénario : Fabien Collin et Philippe Marcay, d'après le roman de Pierre Sabatier La Puissance du baiser (Éditions Baudinière, 1930)
- Dialogues : Philippe Marcay
- Photographie : Michel Kelber et François Bogard
- Son : Pierre-Henri Goumy
- Montage : Alix Paturel, assisté de Michel Lewin
- Musique : Michel Legrand, Baden Powell et Olivier Despax
- Production : Hoche Productions
- Pays d'origine :  France
- Genre : Drame
- Durée : 88 minutes
- Date de sortie : 
  - France - 25 mai 1966

## Distribution
- Olivier Despax : Laurent Ferrère
- Juliette Villard : Sonia Bertin
- Diane Lepvrier : Clo
- Claudine Coster : Saphir, La directrice de la galerie
- Béatrice Altariba : Anouchka
- Michel Bardinet : François Tenacq
- Jean-Pierre Kalfon : Kardec
- Jean-Pierre Zola : Tabal, l'usurier
- Michel Garland : Bill
- Clo Vanesco